# 쓰루오카 신야
쓰루오카 신야(일본어: 鶴岡 慎也, 1981년 4월 11일 ~ )는  전 일본의 프로 야구 선수이다.

## 인물

### 프로 입단 전
초등학교 시절에는 소프트볼의 투수였다. 중학교 시절 감독에게서 포수로 전향하라는 명령을 받고 투수를 계속 희망하고 있었지만 결국에는 따랐다. 만약 감독의 지시에 따르지 않고 투수를 계속하고 있었으면 프로에서는 기대에 못 미친 활약을 했을 것이라고 말했다.
고교 시절에는 쇼난 고등학교의 포수로서 고시엔 대회에 두 차례(1998년 춘계 제70회 선발 고등학교 야구 대회, 1999년 하계 제81회 전국 고등학교 야구 선수권 대회) 출전했고 1999년 하계 대회에서의 준결승전인 기류 제1 고등학교(군마현 대표)와의 경기에서는 후에 닛폰햄 파이터스에서 팀 동료가 되는 쇼다 이쓰키와 상대하여 자신은 1개의 안타를 때렸지만 팀은 패했다. 당시 쇼난 고등학교의 에이스는 우에노 히로후미였고, 1학년 아래에는 아오노 다케시가 소속되어 있었다.
그 후 사회인 야구팀인 미쓰비시 중공업 요코하마를 거쳐 닛폰햄 파이터스의 입단 테스트를 받은 뒤 2002년 프로 야구 드래프트 회의에서 닛폰햄으로부터 8순위로 지명을 받고 입단했다(작년 2001년에도 닛폰햄의 입단 테스트를 받았지만 불합격되었다).

### 닛폰햄 시절

#### 2003년 ~ 2005년
이듬해 2003년부터 2년 간 1군에서의 출전은 없었지만 2005년 프레시 올스타전에 출전해 선제 홈런을 날리는 등 최우수 선수로 선정되었다. 그리고 시즌 후반에 1군으로 승격, 9월 25일 오릭스 버펄로스전에서는 1군에서의 첫 선발로 출전함과 동시에 안타와 타점을 기록했다.

#### 2006년 ~ 2007년
2006년에는 처음으로 시즌 개막을 1군에서 맞이했고 주전 포수였던 다카하시 신지의 타격 부진으로 출전 기회가 늘어나는 등 시즌 종반부터 아시아 시리즈까지는 다르빗슈 유, 야기 도모야와 함께 배터리를 짰다. 이듬해 2007년에는 개막 이후부터 당분간은 대기선수였지만 중반을 앞둔 시점에 다르빗슈가 선발로 등판할 시에는 거의 쓰루오카가 선발로 출전해 포수 마스크를 쓰게 되었다. 그 외에도 젊은 투수가 선발 등판 시에는 포수 마스크를 쓰기도 했지만 야기의 부진도 있어 작년에 비해서 선발 출전 기회는 줄어들었다. 또, 과제였던 타격을 극복하기 위한 시력 교정 수술을 시즌 종료 후에 수술받았다.

#### 2008년
포수로 기용하고 싶다는 나시다 마사타카 감독의 방침으로 개막 초에는 주전 포수였다. 다르빗슈 외에도 다다노 가즈히토, 브라이언 스위니가 선발 등판하는 경기에서 대부분은 쓰루오카가 포수를 맡았지만 그 외 선발 투수와의 궁합이 나빴다는 것을 해소하지 못하고 다카하시와 작년까지 1군 출전이 한 번도 없었던 고야마 게이지에게 선발 출전 기회를 양보하는 일도 있어 시즌 후반에는 구원 투수였던 마이클 나카무라가 등판할 시에 나카지마 사토시와 교체되는 일이 많았다.

#### 2009년
무릎 상태가 좋지 않는 다카하시는 1루수로 고정되었지만 팀의 경쟁 의식의 활성화를 목적으로 한 나시다 감독의 방침 전환에 의해 신인 오노 쇼타와 병용되었다. 그런데도 야기와 다르빗슈가 선발로 등판할 시에는 포수 마스크를 착용했고 마이클에게 바뀌어 구원 투수가 된 다케다 히사시가 등판할 때 자신도 포수로서 출전하는 등 작년부터 출전 기회를 늘려 처음으로 골든 글러브상(포수 부문)을 수상했다. 시즌 수비율은 리그 2위(.997), 실책은 리그 최저인 2개, 패스트볼은 리그에서 두 번째로 적은 2개였다.

#### 2010년
그 해 팀내에서 최다승을 기록한 다케다 마사루와의 배터리를 짠 오노가 출전 기회가 많아지면서 쓰루오카의 팀내 입지는 줄어들었다. 시즌 종료 후 다테야마 요시노리가 FA를 행사해 텍사스 레인저스에 이적하면서 다테야마가 착용했던 등번호를 22번으로 변경했다.

#### 2011년
3월 31일, 2군에서 열린 지바 롯데 마린스전에서 자신이 친 타구가 얼굴에 맞아 안면이 함몰되는 부상을 입었다. 5월 24일에 1군 복귀하였지만 출전 기회는 큰 폭으로 줄었다.

#### 2012년
오랫동안 배터리를 짰던 다르빗슈가 메이저 리그에 이적하면서 사이토 유키나 바비 케펠, 요시카와 미쓰오가 선발 등판한 경기를 중심으로 오노와의 병용으로 거의 교체 멤버로서 선발 출전을 계속하고 있었는데 중반에 오노가 부진으로 출장 선수 등록이 말소되었을 무렵으로부터 중용되었다. 최종적으로는 116경기에 출전해 타율 2할 6푼 6리를 기록하며 개인 최고 성적을 남겼고 요시카와와 함께 최우수 배터리상의 수상자로 선정되었다.

## 상세 정보

### 출신 학교
- 쇼난 고등학교

### 선수 경력
사회인 시대
- 미쓰비시 중공업 요코하마

프로팀 경력
- 닛폰햄 파이터스·홋카이도 닛폰햄 파이터스(2003년 ~ 2013년, 2018년 ~ 2021년)
- 후쿠오카 소프트뱅크 호크스(2014년 ~ 2017년)

지도자 경력
- 홋카이도 닛폰햄 파이터스 1군 베터리 코치(2019년 ~ 2021년)선수 겸임

### 수상·타이틀 경력
- 베스트 나인 : 1회(2012년)
- 골든 글러브상 : 1회(2009년)
- 최우수 배터리상 : 1회(2012년)[5]
- 프레시 올스타전 MVP(2005년)

### 개인 기록

#### 첫 기록
- 첫 출장 : 2005년 9월 7일, 대 세이부 라이온스 18차전(인보이스 세이부 돔), 7회초 2사에 나카지마 사토시의 대타로 출장
- 첫 선발 출장 : 2005년 9월 25일, 대 오릭스 버펄로스 20차전(오사카 돔), 9번·포수로서 선발 출장
- 첫 안타·첫 타점 : 상동, 4회초에 조쉬 스튜어트로부터 우전 적시타
- 첫 도루 : 상동, 4회초에 2루 안착(투수 : 조쉬 스튜어트, 포수 : 마토야마 데쓰야)
- 첫 홈런 : 2006년 5월 13일, 대 요코하마 베이스타스 2차전(삿포로 돔), 7회말 무사에 하타 유지로부터 좌중간에 결승 솔로 홈런

#### 기타
- 올스타전 출장 : 2회(2012년 ~ 2013년)

### 등번호
- 64(2003년 ~ 2010년)
- 22(2011년 ~ 2013년, 2018년 ~ 2021년)
- 8(2014년 ~ 2015년)
- 33(2016년 ~ 2017년)

### 연도별 타격 성적
| 연 도     | 소 속      | 경 기 | 타 석 | 타 수 | 득 점 | 안 타 | 2 루 타 | 3 루 타 | 홈 런 | 루 타 | 타 점 | 도 루 | 도 루 자 | 희 생 번 | 희 생 플 | 볼 넷 | 고 4 | 사 구 | 삼 진 | 병 살 타 | 타 율 | 출 루 율 | 장 타 율 | O P S |
| --------- | ---------- | ----- | ----- | ----- | ----- | ----- | ------- | ------- | ----- | ----- | ----- | ----- | -------- | -------- | -------- | ----- | ---- | ----- | ----- | -------- | ----- | -------- | -------- | ----- |
| 2005년    | 닛폰햄     | 4     | 8     | 8     | 1     | 1     | 0       | 0       | 0     | 1     | 1     | 1     | 0        | 0        | 0        | 0     | 0    | 0     | 1     | 0        | .125  | .125     | .125     | .250  |
| 2006년    | 닛폰햄     | 76    | 218   | 203   | 18    | 49    | 9       | 1       | 3     | 69    | 21    | 2     | 1        | 11       | 1        | 3     | 0    | 0     | 51    | 5        | .241  | .251     | .340     | .591  |
| 2007년    | 닛폰햄     | 57    | 146   | 133   | 7     | 27    | 2       | 1       | 0     | 31    | 13    | 0     | 2        | 7        | 1        | 5     | 0    | 0     | 27    | 0        | .203  | .230     | .233     | .463  |
| 2008년    | 닛폰햄     | 97    | 285   | 248   | 24    | 52    | 14      | 0       | 1     | 69    | 18    | 0     | 1        | 22       | 2        | 12    | 0    | 1     | 49    | 4        | .210  | .247     | .278     | .525  |
| 2009년    | 닛폰햄     | 122   | 304   | 263   | 25    | 58    | 14      | 1       | 1     | 77    | 29    | 1     | 1        | 17       | 2        | 20    | 1    | 2     | 48    | 6        | .221  | .279     | .293     | .572  |
| 2010년    | 닛폰햄     | 105   | 284   | 254   | 21    | 60    | 12      | 0       | 3     | 81    | 26    | 0     | 0        | 22       | 3        | 4     | 1    | 1     | 32    | 6        | .236  | .248     | .319     | .567  |
| 2011년    | 닛폰햄     | 76    | 202   | 185   | 12    | 44    | 9       | 1       | 1     | 58    | 15    | 1     | 2        | 12       | 1        | 3     | 0    | 1     | 24    | 2        | .238  | .253     | .314     | .566  |
| 2012년    | 닛폰햄     | 116   | 328   | 289   | 22    | 77    | 10      | 1       | 0     | 89    | 25    | 3     | 2        | 23       | 1        | 14    | 0    | 1     | 41    | 11       | .266  | .302     | .308     | .611  |
| 2013년    | 닛폰햄     | 114   | 276   | 244   | 22    | 72    | 9       | 0       | 2     | 87    | 26    | 1     | 1        | 13       | 1        | 16    | 0    | 2     | 28    | 7        | .295  | .342     | .357     | .699  |
| 2014년    | 소프트뱅크 | 98    | 190   | 162   | 12    | 35    | 4       | 3       | 0     | 45    | 25    | 0     | 2        | 17       | 4        | 7     | 0    | 0     | 23    | 5        | .216  | .243     | .278     | .521  |
| 2015년    | 소프트뱅크 | 56    | 142   | 128   | 7     | 25    | 3       | 1       | 1     | 33    | 9     | 1     | 0        | 5        | 2        | 7     | 0    | 0     | 17    | 2        | .195  | .234     | .258     | .491  |
| 2016년    | 소프트뱅크 | 103   | 263   | 231   | 14    | 58    | 12      | 2       | 2     | 80    | 26    | 1     | 0        | 20       | 1        | 9     | 0    | 2     | 26    | 9        | .251  | .284     | .346     | .630  |
| 2017년    | 소프트뱅크 | 29    | 32    | 28    | 6     | 9     | 0       | 0       | 3     | 18    | 5     | 0     | 0        | 1        | 0        | 3     | 0    | 0     | 3     | 1        | .321  | .387     | .643     | 1.030 |
| 2018년    | 닛혼햄     | 101   | 260   | 239   | 13    | 58    | 9       | 0       | 2     | 73    | 22    | 1     | 1        | 4        | 0        | 14    | 0    | 3     | 45    | 5        | .243  | .293     | .305     | .598  |
| 2019년    | 닛혼햄     | 35    | 69    | 62    | 4     | 11    | 2       | 0       | 1     | 16    | 4     | 0     | 0        | 4        | 0        | 3     | 0    | 0     | 13    | 2        | .177  | .215     | .258     | .473  |
| NPB：15년 | NPB：15년  | 1189  | 3007  | 2677  | 208   | 636   | 109     | 11      | 20    | 827   | 265   | 12    | 13       | 178      | 19       | 120   | 3    | 13    | 428   | 65       | .238  | .272     | .309     | .581  |

- 2019년 기준.
- 2003년 ~ 2004년은 1군 출장 없음.

### 연도별 수비 성적
| 연도 | 포수   | 포수 | 포수 | 포수 | 포수 | 포수 | 포수     | 포수      | 포수      | 포수      | 포수   |
| 연도 | 수비율 | 경기 | 척살 | 보살 | 실책 | 병살 | 패스트볼 | 도루 시도 | 도루 허용 | 도루 실패 | 저지율 |
| ---- | ------ | ---- | ---- | ---- | ---- | ---- | -------- | --------- | --------- | --------- | ------ |
| 2005 | 1.000  | 4    | 16   | 0    | 0    | 0    | 0        | 1         | 1         | 0         | .000   |
| 2006 | .992   | 76   | 365  | 29   | 3    | 1    | 3        | 53        | 39        | 14        | .264   |
| 2007 | .997   | 55   | 290  | 33   | 1    | 3    | 2        | 25        | 16        | 9         | .360   |
| 2008 | .998   | 95   | 582  | 37   | 1    | 7    | 4        | 54        | 38        | 16        | .296   |
| 2009 | .997   | 121  | 612  | 37   | 2    | 11   | 2        | 63        | 48        | 15        | .238   |
| 2010 | .997   | 105  | 589  | 37   | 2    | 6    | 4        | 60        | 40        | 20        | .333   |
| 2011 | .998   | 75   | 397  | 46   | 1    | 7    | 5        | 54        | 39        | 15        | .278   |
| 2012 | .994   | 116  | 608  | 51   | 4    | 4    | 4        | 65        | 46        | 19        | .292   |
| 2013 | .994   | 110  | 456  | 51   | 3    | 10   | 0        | 69        | 56        | 13        | .188   |
| 통산 | .997   | 757  | 3915 | 321  | 17   | 49   | 24       | 444       | 323       | 121       | .273   |

- 2013년 기준, 굵은 글씨는 시즌 최고 성적.